# Gare de Riehen-Niederholz
La gare de Riehen-Niederholz (en allemand Bahnhof Riehen Niederholz) est une gare située à Riehen, dans le canton de Bâle-Ville.

## Situation ferroviaire
La gare est située au point kilométrique (PK) 0,8 de la Wiesentalbahn (ligne entre Bâle et Zell im Wiesenthal).